# BC Большой Медведицы
BC Большой Медведицы (лат. BC Ursae Majoris) — карликовая новая, двойная катаклизмическая переменная звезда типа U Близнецов (UG) в созвездии Большой Медведицы на расстоянии приблизительно 1045 световых лет (около 320 парсеков) от Солнца. Видимая звёздная величина звезды — от +18,3m до +10,9m.

## Характеристики
Первый компонент — аккрецирующий белый карлик.